# لونجتشينبا
لونغشين رابجامبا يُختصر عادةً إلى لونغشين (ولد عام 1308 وتوفي عام 1364)، المعروف باسم «كل المعرفة» كان أحد أشهر العلماء البوذيين التبتيين في مدرسة نيينغما. يعد إلى جانب ساكيا بانديتا وجي تسونغابا، يُعرف عمومًا بأنه أحد المذاهب الرئيسية الثلاثة لمانجوشري التي قام بالتدريس في التبت الوسطى. غالبًا ما يشار إليه ببساطة على أنه «العليم العظيم» في نصوص نيينغما. غالبًا ما يتم تمثيله على شكل صنم في وضع التأمل مع وضع اليدين على الركبة وهو ما يسمى بوضعية «لونغشين» أو وضعية «الراحة» عكس وضعية مودرا الروحية. وتعد وضعية التأمل التابعة للمعلم شائعة في مدرسة نيينغما خاصة في مجموعة التقاليد المستخدمة في تدريس البوذية التبتية المسماة دزوغشن.

## وصلات خارجية
- Lotsawa House - Featuring translations of several texts by Longchenpa.
- Rigpa Wiki - Longchenpa Biography